# Asdrubale il Calvo
Asdrubale il Calvo (fl. III secolo a.C.) è stato un condottiero cartaginese.
Nel 215 a.C. venne inviato in Sardegna con 15.000 uomini per appoggiare una rivolta anti-romana scoppiata in questo luogo; venne però sconfitto e catturato dal pretore Manlio.